# Philip Crowther
Philip Crowther (* 1981 im Großherzogtum Luxemburg) ist ein britisch-deutsch-luxemburgischer Journalist, der für seine Polyglossie bekannt ist.
Er spricht fließend Deutsch, Englisch, Französisch, Spanisch, Portugiesisch und Luxemburgisch.

## Leben und Karriere
Crowther wurde 1981 als Kind einer deutschen Mutter und eines britischen Vaters in der Nähe von Luxemburg-Stadt geboren und wuchs in Mamer auf. Nach dem Abitur am Athénée de Luxembourg studierte er Hispanistik in London. Seine erste journalistische Station war 2006 die uruguayische Zeitung El País. Seit 2018 ist er als „International Affiliate Reporter“ bei Associated Press tätig und berichtet für fast 40 Sender in 6 Sprachen. Im deutschsprachigen Raum arbeitet er für Euronews, ServusTV, RTL Television, Deutsche Welle und Puls 4. Zu anderen Sendern, auf denen er im Rahmen seiner Arbeit bei Associated Press berichtet, zählen RTBF aus Belgien, RTL Télé Lëtzebuerg aus Luxemburg oder Voice of America. Darüber hinaus ist er Korrespondent für France 24 im Weißen Haus, und ist Mitglied der White House Correspondents’ Association.